# 754
| 754                |
| ------------------ |
| Dødsfald - Fødsler |
|                    |

| Gregoriansk kalender | 754 DCCLIV              |
| Ab urbe condita      | 1507                    |
| Armensk kalender     | 203 ԹՎ ՄԳ               |
| Kinesiske kalender   | 3450 – 3451 癸巳 – 甲午 |
| Etiopisk kalender    | 746 – 747               |
| Jødisk kalender      | 4514 – 4515             |
| Hindukalendere       |                         |
| - Vikram Samvat      | 809 – 810               |
| - Shaka Samvat       | 676 – 677               |
| - Kali Yuga          | 3855 – 3856             |
| Iransk kalender      | 132 – 133               |
| Islamisk kalender    | 136 – 137               |

Se også 754 (tal)

## Begivenheder
- Radbod 2., konge af Frisland, flygter til Danmark efter mordet på ærkebiskop Bonifatius.

## Dødsfald
- 5. juni – Bonifatius, skytshelgen for Tyskland (født 680).